# Arzo
Pour les articles homonymes, voir Arzo (homonymie).
Arzo est une localité et une ancienne commune suisse du canton du Tessin. 

## Histoire
Depuis le 5 avril 2009, la commune d'Arzo a été intégrée à la commune de Mendrisio comme Tremona, Capolago, Genestrerio, Rancate. Son numéro OFS a été le 5241.

## Monuments et curiosités
Au centre du village se trouve l'église paroissiale Santi Nazario e Celso, vraisemblablement érigée au XVIe s. Il s'agit d'un édifice à trois nefs et chœur rectangulaire précédé d'un vestibule d'entrée. La décoration intérieure est en marbre de production locale, le maître-autel date du XVIIIe s. Sur l'autel latéral nord se tient une Vierge du XVIIIe s. et sur l'autel latéral sud un crucifix du XVe s.
Au sud du village se dresse l'église Santa Maria del Ponte, une construction octogonale du XVIIe s. Dans la niche de la façade se tient une statue en stuc de la Vierge qui remonte à la même époque.
Dans la rue qui conduit au pont, la maison Allio du XVIIIe s. se distingue avec son élégant portail surmonté d'une double loggia.